# Каталонцы в США
Каталонцы в США (кат. Català americà) — американцы каталонского происхождения. Группа состоит из натурализованных граждан или жителей каталонского происхождения, их потомков и, в меньшей степени, граждан или жителей каталонского происхождения, которые всё ещё считают себя каталонцами.

## В переписи населения США

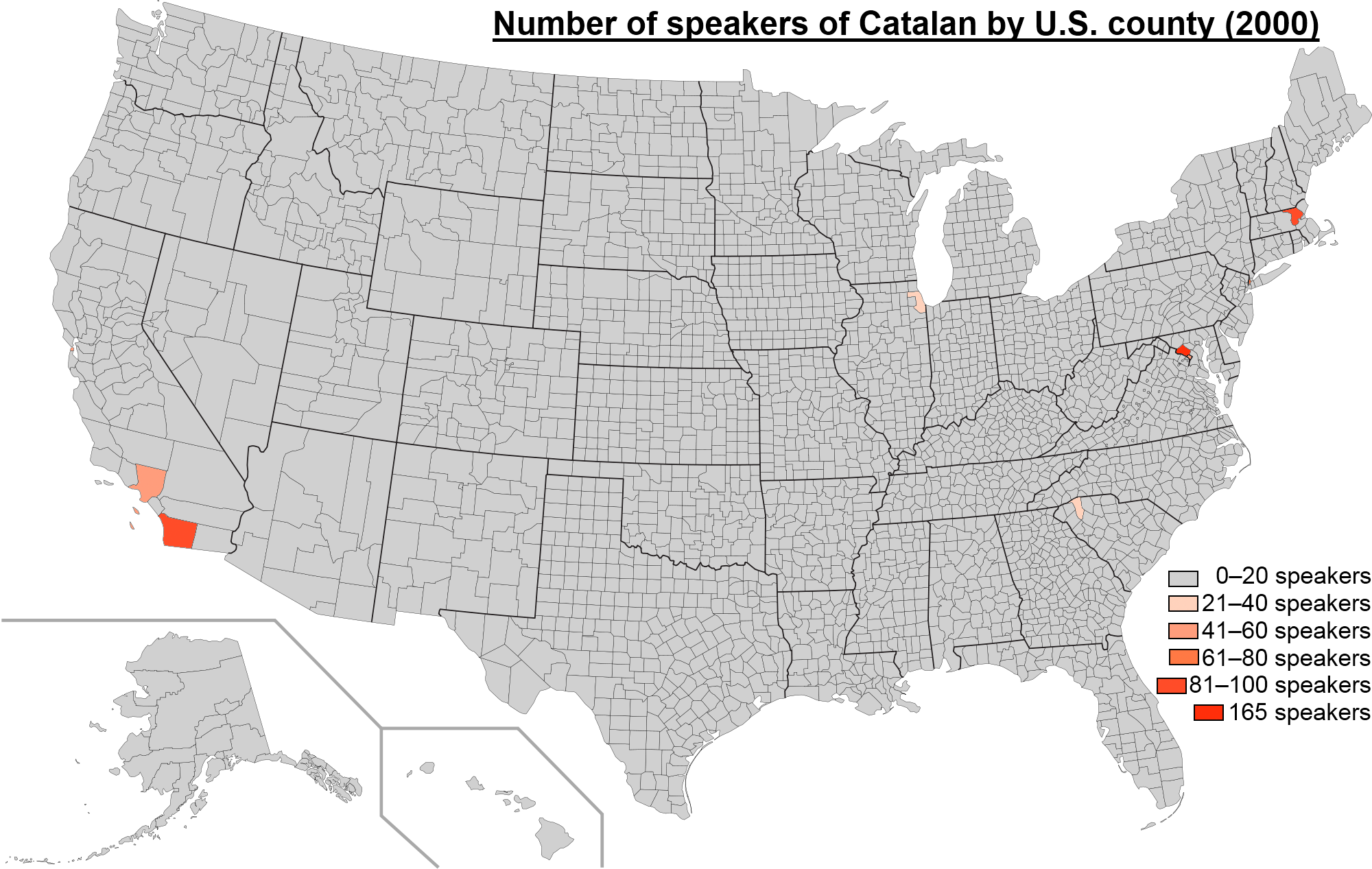
Карта округов США, где наибольшее число говорящих на каталанском языке выделено оттенками оранжевого цвета

Каталонское происхождение идентифицируется кодом 204 в переписи населения США 2000 года с наименованием каталонец, которое находится в группе 200-299 испаноязычных категорий (включая Испанию). В общей сложности 1738 человек, получивших полную анкету переписи населения (которая предоставляется 1 из 6 домохозяйств), идентифицировали себя как каталонские американцы. В том же опросе 1660 человек в возрасте 5 лет и старше указали, что они могут говорить на каталанском языке, также с наименованием каталонский. Поскольку полная форма выборки составляет шестую часть населения, эта цифра оценивает число носителей каталонского языка в США в 2000 году примерно в 10 000 человек. Однако 22 047 человек, родившихся в Каталонии живут в Соединенных Штатах Америки.
Каталонцы идентифицируют себя как белые американцы или латиноамериканцы. Однако в переписи населения США белые (наряду с черными, азиатами и т. д.) определены как «расовая» категория, а испаноязычные/латиноамериканцы - как «этническая» категория, поэтому их можно идентифицировать как обе.